# Clemente Bernad
Clemente Bernad Asiain (Pamplona, 7 de mayo de 1963) es un fotógrafo y documentalista español, especializado en temáticas sociales y políticas.

## Trayectoria
Se licenció en Bellas Artes en la especialidad de Fotografía, Cine y Vídeo por la Universidad de Barcelona en 1985. Posteriormente, realizó estudios de postgrado con un Diploma de Estudios Avanzados (DEA) en Sociología por la Universidad Pública de Navarra (UPNA). Desde 1986, Bernad trabaja como fotógrafo documental, especializado en temáticas sociales y políticas de su contexto cultural más cercano.
Entre sus reportajes fotográficos destacan Jornaleros (1987-1992), que ilustra el nomadismo, la precariedad y la lucha sindical de un colectivo de jornaleros andaluces, Mujeres sin tierra (1994), acerca de la vida de las mujeres saharauis en los campos de refugiados de la provincia de Tinduf, Pobres de nosotros (1995), un proyecto colectivo sobre la marginalidad en Europa, Canopus (2001) sobre la crisis económica argentina, o Basque chronicles (1987-2015), sobre el conflicto político del País Vasco.
En 2004, publicó El sueño de Malika, para el festival ExploraFoto de Salamanca, la historia de la repatriación del cuerpo de la marroquí Malika Laaroussi para ser enterrada en su pueblo tras fallecer al intentar llegar a las costas españolas en una patera. Hizo su primera película documental sobre el mismo tema, que fue seleccionada para la sección oficial en la primera edición del Festival Internacional de Cine Documental de Navarra ‘Punto de vista’. Ese mismo año, presentó el reportaje Los olvidados de Tubmanburg, una ciudad de Liberia, donde 35.000 personas permanecieron aisladas sin alimentos ni suministros a causa de la guerra civil, hasta que llegó la ayuda humanitaria.
En 2023, Bernad publicó el libro Cerca de aquí / Hemendik Hurbil (en castellano y en euskera) sobre el conflicto vasco, con 470 fotografías que documentan eventos históricos de varias décadas. Además de su propia narración, el libro contiene los ensayos «La memoria es una necesidad» del sociólogo Emilio Silva, «Frío, frío» de la escritora argentina Ana Longoni y otro texto de la antropóloga estadounidense Jacqueline Urla, que exploran la necesidad de la memoria y la complejidad de lo documental.

### Memoria histórica
Bernad ha desarrollado diversos proyectos fotográficos y documentales sobre la Memoria histórica de España. Entre ellos, destaca Donde habita el recuerdo (2003-2006), sobre los trabajos de localización, identificación y exhumación de fosas de la guerra civil española. En 2021, publicó Do you remember Franco?, nombre tomado de una canción del cantautor estadounidense Phil Ochs. Este ensayo con texto de la periodista Isabel Cadenas Cañón se complementa con fotografías de Bernad de tres monumentos relevantes del franquismo como son el Valle de los Caídos, el Arco de la Victoria de Madrid y el Monumento a los Caídos de Pamplona.
En 2019, el juzgado de lo penal n.º 3 de Pamplona condenó a Bernad a un año de prisión y a una multa de 2.880 euros por un delito de descubrimiento y revelación de secretos, al tratar de documentar en 2016, con una microcámara y un micrófono ocultos, las misas franquistas de la Hermandad de Caballeros Voluntarios de la Santa Cruz que se celebran en la cripta del Monumento a los Caídos de Pamplona. La multa fue sufragada por la Plataforma de Apoyo a Clemente Bernad a través de un crowdfunding realizado en la plataforma Goteo.

## Reconocimientos
En 1994, Bernad fue galardonado con el Premio FotoPress de Derechos Humanos por su reportaje Mujeres sin tierra, sobre las mujeres saharauis en los campos de refugiados del sur de Argelia.

## Obra
- 1998 – Mujeres sin tierra. Consejería de Cultura de la Junta de Andalucía. ISBN 978-8482660257.[25]
- 2004 – El sueño de Malika. Alkibla Proyectos Culturales. ISBN 84-609-2496-3.[26]
- 2008 – La memoria de la tierra: exhumaciones de asesinados por la represión franquista. Con Eloy Alonso González. Tébar ISBN 978-8473603034.[27]
- 2011 – Desvelados. Alkibla Proyectos Culturales. ISBN 978-8461540761.[28]
- 2011 – Kept Awake. La Fábrica. ISBN 978-8415303169.[29]
- 2014 – Te cuento... La sirenita. Con texto de José Ovejero Lafarga. Alkibla Editorial. ISBN 978-84-943199-1-4.[30]
- 2014 – Te cuento... Caperucita roja. Con texto de Patxi Irurzun Ilundain. Alkibla Editorial. ISBN 978-8494319907.[31]
- 2015 – Clemente Bernard: pequeña guía para descreídos. Con Carlos Cánovas. La Fábrica. ISBN 978-8495471031.[32]
- 2014 – Te cuento... Blancanieves. Con texto de Marta Sanz Pastor. Alkibla Editorial. ISBN 978-8494319921.[33]
- 2015 – Te cuento... Juan sin miedo. Con texto de Javier López Menacho. Alkibla Editorial. ISBN 978-84-943199-6-9.[34]
- 2015 – Te cuento... Los tres cerditos. Con texto de Emilio Silva Barrera. Alkibla Editorial. ISBN 978-8494319952.[35]
- 2015 – Te cuento... El patito feo. Con texto de Isabel Bono Martín. Alkibla Editorial. ISBN 978-8494319945.[36]
- 2017 – Te cuento... La bella y la bestia. Con texto de David Benedicte Escudero. Alkibla Editorial. ISBN 978-8494466953.[37]
- 2021 – Do you remember Franco? Con texto de Isabel Cadenas Cañón. ISBN  978-84-949355-2-7.
- 2023 – Cerca de aquí / Hemendik hurbil. Con textos de Clemente Bernad, Emilio Silva, Ana Longoni y Jacqueline Urla. Editorial Alkibla. ISBN 978-84-94935-55-8.[38]